# Aeropuerto de Aberdeen

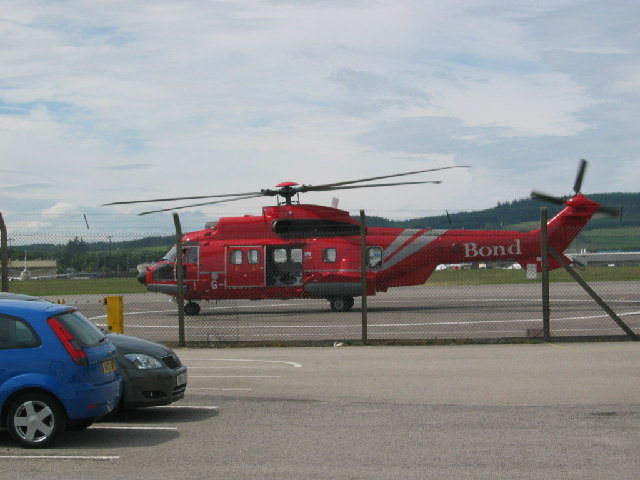
Helipuerto del Aeropuerto de Aberdeen.

El Aeropuerto de Aberdeen (en inglés: Aberdeen Airport) (IATA: ABZ, OACI: EGPD) es el tercer aeropuerto con más tráfico de Escocia, y uno de los 10 primeros del Reino Unido. El aeropuerto está situado en Dyce, 9 km al noroeste de Aberdeen. Tuvo un tráfico de 3,16 millones de pasajeros en 2006, lo que supone un incremento del 10% respecto al año anterior.
El aeropuerto es propiedad de BAA Limited, y en él tiene base la aerolínea Eastern Airways. El aeropuerto de Aberdeen es además el principal helipuerto de conexión entre las plataformas petrolíferas del mar del Norte y tierra firme, con conexiones regulares con las plataformas que se extienden entre el campo de Argyll (56°N) hasta el Campo de Bruce (60°N).
El aeropuerto tiene una única terminal de pasajeros de la que parten vuelos regulares y chárter, y dos terminales adicionales para las operaciones con helicópteros, utilizadas por las compañías Bristow Helicopters, CHC-Scotia y Bond Offshore Helicopters. Existe otra pequeña terminal para vuelos de aviación general.

## Historia
El aeropuerto se abrió en 1934, cuando Eric Gandar Dower intentó enlazar las islas del norte de Escocia con Londres. Durante la Segunda Guerra Mundial en campo de vuelos se convirtió en una base militar de la Royal Air Force, y a pesar de que se llegaron a estacionar cazas para proveer protección frente a los ataques alemanes desde Noruega, fue usado principalmente como centro de reconocimiento fotográfico aéreo. El aeropuerto fue nacionalizado en 1947 y su gestión se cedió a la British Airport Authority (BAA) en 1975. Tras el descubrimiento de petróleo en el mar del Norte, las operaciones con helicópteros comenzaron en 1967, enlazando el creciente número de plataformas petrolíferas con tierra firme, hasta llegar a convertirse en el primer helipuerto de Europa.
El aeropuerto de Aberdeen tiene 37.000 movimientos anuales de aeronaves de ala giratoria, que transportan a 468.000 pasajeros anuales. Los helicópteros suman la mitad del total de movimientos del aeropuerto. Hasta marzo de 2005, el aeropuerto permanecía cerrado entre las 22:30 y las 06:00 debido a restricciones del nivel de ruido, pero el ayuntamiento de la ciudad eliminó la prohibición y, a pesar de las quejas de algunos residentes, el aeropuerto opera en la actualidad 24 horas al día.

## Instalaciones
El Aeropuerto de Aberdeen posee los servicios usuales de los aeropuertos internacionales, como restaurantes, tiendas, alquiler de coches, conexión a internet, oficina de cambio de moneda, parada de taxis y salas VIP. También existe la posibilidad de alojarse en los hoteles Thistle Hotel o Speedbird Inn, que se sitúan en el recinto aeroportuario, o en un Travelodge o Marriott que se sitúan entre el aeropuerto y la Estación de Ferrocarril de Dyce.

## Beneficios
- Relativamente bajo nivel de utilización.
- Una sola terminal para vuelos regulares y otra para chárters.
- 6 cargadores de vehículos eléctricos

## Accidentes
- El 22 de junio de 2006, un Dornier 328 (matrícula TF-CSB) de City Star Airlines que provenía de Stavanger (Noruega), sufrió un accidente al sobrepasar el límite de pista cuando aterrizaba. Ninguno de los 16 pasajeros ni 3 tripulantes sufrió heridas de gravedad.

## Transporte

### Carretera
El aeropuerto está situadp cerca de la A96 que une Aberdeen con Inverness, a unos pocos kilómetros del centro de la ciudad.

### Autobús
El aeropuerto tiene un servicio de autobuses urbanos y autobuses exprés operados por First Aberdeen y Stagecoach Bluebird.

### Ferrocarril
A pesar de que el aeropuerto se encuentra muy próximo a la Estación de Ferrocarril de Dyce, la estación está situado del lado contrario de la pista respecto a la terminal de pasajeros. El acceso a la estación, por la que pasa la línea de la Costa Este, requiere coger un taxi, ya que el trayecto a pie son más de tres millas y no está pavimentado. La estación de Dyce está situada una parada al sur de la Estación de Ferrocarriles de Aberdeen, en la línea que la une con Inverness.

## Planes futuros
Se ha planificado una expansión de la pista hasta los 3.000 metros, que permitiría la operación de rutas intercontinentales. La expansión del aeropuerto ha recibido duras críticas de grupos ecologistas contra el cambio climático.

## Aerolíneas y destinos

### Destinos nacionales
| Ciudades          | Nombre del aeropuerto                          | Aerolíneas      |
| Reino Unido       | Reino Unido                                    | Reino Unido     |
| ----------------- | ---------------------------------------------- | --------------- |
| Escocia           |                                                |                 |
| Kirkwall          | Aeropuerto de Kirkwall                         | Loganair        |
| Sumburgh          | Aeropuerto de Sumburgh                         | Loganair        |
| Wick              | Aeropuerto de Wick                             | Eastern Airways |
| Inglaterra        |                                                |                 |
| Birmingham        | Aeropuerto Internacional de Birmingham         | Loganair        |
| Bristol           | Aeropuerto Internacional de Bristol            | Loganair        |
| Humberside        | Aeropuerto de Humberside                       | Eastern Airways |
| Londres           | Aeropuerto de Londres-Gatwick                  | EasyJet         |
| Londres           | Aeropuerto de Londres-Heathrow                 | British Airways |
| Londres           | Aeropuerto de Londres-Luton                    | EasyJet         |
| Mánchester        | Aeropuerto de Mánchester                       | Loganair        |
| Norwich           | Aeropuerto Internacional de Norwich            | Loganair        |
| Teeside           | Aeropuerto de Teeside                          | Loganair        |
| Irlanda del Norte |                                                |                 |
| Belfast           | Aeropuerto de la Ciudad de Belfast George Best | Loganair        |

### Destinos internacionales
| Ciudades por países | Nombre del aeropuerto                 | Aerolíneas                                             |
| Asia                | Asia                                  | Asia                                                   |
| ------------------- | ------------------------------------- | ------------------------------------------------------ |
| Turquía             |                                       |                                                        |
| Dalaman             | Aeropuerto de Dalaman                 | TUI Airways (estacional)                               |
| Europa              |                                       |                                                        |
| Dinamarca           |                                       |                                                        |
| Copenhague          | Aeropuerto de Copenhague-Kastrup      | SAS (estacional)                                       |
| Esbjerg             | Aeropuerto de Esbjerg                 | Loganair                                               |
| España              |                                       |                                                        |
| Alicante            | Aeropuerto de Alicante-Elche          | Ryanair                                                |
| Málaga              | Aeropuerto de Málaga-Costa del Sol    | Ryanair (estacional)                                   |
| Palma de Mallorca   | Aeropuerto de Palma de Mallorca       | TUI Airways (estacional)                               |
| Reus                | Aeropuerto de Reus                    | TUI Airways (estacional)                               |
| Tenerife            | Aeropuerto de Tenerife-Sur            | TUI Airways (estacional)                               |
| Francia             |                                       |                                                        |
| París               | Aeropuerto de París-Charles de Gaulle | EasyJet (estacional) (inicia el 27 de octubre de 2025) |
| Grecia              |                                       |                                                        |
| Corfú               | Aeropuerto de Corfú                   | TUI Airways (estacional)                               |
| Irlanda             |                                       |                                                        |
| Dublín              | Aeropuerto de Dublín                  | Aer Lingus / Loganair                                  |
| Noruega             |                                       |                                                        |
| Bergen              | Aeropuerto de Bergen-Flesland         | Widerøe                                                |
| Stavanger           | Aeropuerto de Stavanger-Sola          | SAS / Widerøe                                          |
| Países Bajos        |                                       |                                                        |
| Ámsterdam           | Aeropuerto de Ámsterdam-Schipol       | KLM                                                    |
| Polonia             |                                       |                                                        |
| Cracovia            | Aeropuerto de Cracovia-Juan Pablo II  | Ryanair                                                |
| Gdansk              | Aeropuerto de Gdansk                  | Wizz Air                                               |
| Portugal            |                                       |                                                        |
| Faro                | Aeropuerto de Faro                    | Ryanair (estacional)                                   |
| Suiza               |                                       |                                                        |
| Ginebra             | Aeropuerto de Ginebra                 | EasyJet (estacional)                                   |

## Estadísticas
Ver fuente y consulta Wikidata.
| Puesto | Aeropuerto        | Pasajeros | Variación % |
| ------ | ----------------- | --------- | ----------- |
| 1      | Ámsterdam         | 212.731   | 130%        |
| 2      | Stavanger         | 62.664    | 189%        |
| 3      | Bergen            | 38.120    | 172%        |
| 4      | Alicante          | 31.848    | 207%        |
| 5      | Gdańsk            | 30.658    | 296%        |
| 6      | Tenerife-Sur      | 27.613    | 295%        |
| 7      | Dublín            | 27.012    | 583%        |
| 8      | Palma de Mallorca | 26.617    | 1.078%      |
| 9      | Málaga            | 20.545    | 289%        |
| 10     | Faro              | 19.852    | 847%        |
| 11     | Dalaman           | 17.679    | nueva ruta  |
| 12     | Esbjerg           | 11.536    | 449%        |
| 13     | Reus              | 8.488     | nueva ruta  |
| 14     | Corfú             | 8.416     | nueva ruta  |
| 15     | Riga              | 8.178     | 279%        |